# Herman Dreer
Herman H. Dreer (1888–1981) foi um administrador acadêmico americano, educador, reformador educacional, ativista, autor, editor, ministro batista e líder dos direitos civis. Ele é mais conhecido por escrever currículo e programação para o ensino de história afro-americana na maioria das séries para escolas públicas do início do século XX. Dreer também é creditado por iniciar a observância do Mês da História Negra nos Estados Unidos, ao lado de Carter G. Woodson.
Dreer reabriu a Douglass University, uma importante faculdade afro-americana e fundou um banco para afro-americanos em St. Louis, Missouri.
Sua antiga casa está listada no Registro Nacional de Lugares Históricos desde fevereiro de 2009.

## Infância e educação

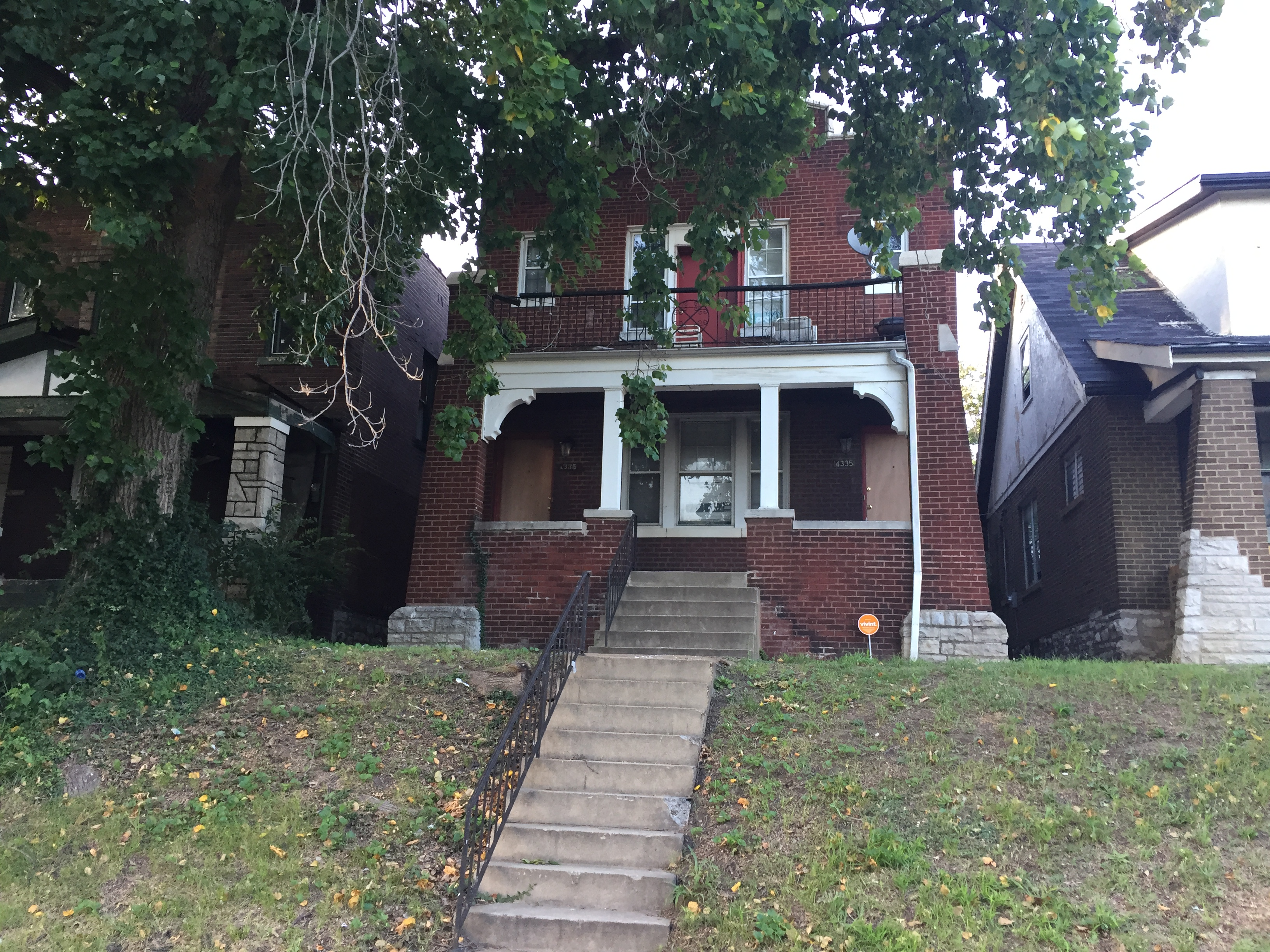
Casa do Dr. Herman S. Dreer em 2017

Herman Dreer nasceu em 12 de setembro de 1889, em Washington, DC, e se formou no Bowdoin College em Brunswick, Maine. Ele obteve um mestrado em teologia latina pelo Seminário Teológico da Virgínia (agora Virginia University of Lynchburg ). Ele tinha sido um membro da sociedade de honra acadêmica, Phi Beta Kappa.
Ele teve negada sua admissão em universidades estaduais no Missouri porque era afro-americano.

## Carreira
Em 1914, Dreer mudou-se para St. Louis, onde lecionou na Sumner High School. Ele percebeu em sua experiência inicial de ensino que a maioria dos alunos negros não tinha uma compreensão da história afro-americana e, em alguns casos, eles tinham um sentimento negativo em relação ao assunto. Dreer viu isso como uma oportunidade de formalizar um método de ensino para o assunto. Ele era um acérrimo defensor da teoria da dupla consciência de WEB Du Bois (1903). Dreer ensinou nas Escolas Públicas de St. Louis de 1915 a 1959; e no Stowe Teachers College (agora Harris-Stowe State University) de 1930 a 1942). Ele foi o diretor assistente da Sumner High School de 1930 a 1945. Em 1965, Dreer foi professor visitante no MacMurray College em Jacksonville, Illinois.
Ele escreveu o currículo e a programação de História Afro-Americana para as escolas, abrangendo desde o ensino fundamental até o nível universitário. Os tópicos abordados incluíam os antigos egípcios, a formação da África e os desenvolvimentos das nações da África Oriental, todos considerados radicais na época. Ele também criou recursos para professores de todas as séries sobre o tema.
Dreer escreveu para jornais, incluindo o St. Louis Argus, de propriedade negra, onde tinha uma coluna semanal "Destaques da história do negro". Ele escreveu para o jornal "Negro History" de Carter G. Woodson. Ele editou uma coleção de escritos afro-americanos, American Literature by Negro Authors anthology (Dreer, 1946).
Após a aposentadoria de B. F. Bowles na Douglass University (em St. Louis, Missouri), Dreer reabriu a faculdade em 1934; bem como a Carter G. Woodson School for Negro History, um curso de sábado de manhã no Poro Beauty College de Annie Malone. Essas duas oportunidades eram programas comunitários que permitiam uma maior expansão das oportunidades educacionais negras durante o período de segregação racial, e Douglass era a única faculdade negra na cidade na época.
Ele dirigiu vários eventos de concursos, muitos dos quais foram populares durante a Semana de História de St. Louis Negro, e estes foram usados como auxiliares de memória para as comunidades negras.Ele foi um organizador da 39ª reunião anual da Associação para o Estudo da Vida e História do Negro em St. Louis. Dreer serviu como ministro da Igreja Batista King's Way em St. Louis, Missouri de 1950 a 1970.

## Vida pessoal
Casou-se com Mary Thomas, uma ex-aluna em 1912, e juntos tiveram duas filhas.
A Casa do Dr. Herman S. Dreer na Avenida Cote Brilliante, 4335, St. Louis foi adicionada ao Registro Nacional de Lugares Históricos em 2009. A State Historical Society of Missouri tem uma coleção de escritos de Dreer.

## Publicações
- Dreer, Herman (1919). The Immediate Jewel of His Soul. St. Louis, Mo.: The St. Louis Argus publishing company. OCLC 3808333[12]
- Dreer, Herman (1931). Sunrise: A Drama in Four Acts. [S.l.: s.n.]
- Dreer, Herman (1940). The History of Omega Psi Phi Fraternity: A Brotherhood of Negro College Men, 1911 to 1939. [S.l.]: Omega Psi Phi
- Dreer, Herman (outubro de 1940). «What Does the Innocent Teacher Impart as History?». In:  Franklin. The Journal of African American History. 25. [S.l.: s.n.] pp. 474–483[13]
- Dreer, ed. (1950). American Literature by Negro Authors. New York City, NY: MacMillan[14]
- Dreer, Herman (1955). Negro Leadership in St. Louis: A Study in Race Relations (dissertation). [S.l.]: University of Chicago
- Dreer, Herman (1958). The Tie That Binds. St. Louis, MO.: Meador Publisher[2]